# آیمی (بازیگر)
آیمی (انگلیسی: Aimi; زاده ۲۵ دسامبر ۱۹۹۱) خواننده و صداپیشه ژاپنی است. وی از سال ۲۰۱۰ میلادی تاکنون مشغول فعالیت بوده‌است.